# Ruud Lubbers
Rudolphus Franciscus Marie Lubbers, más conocido como Ruud Lubbers (Róterdam, 7 de mayo de 1939-ibídem, 14 de febrero de 2018) fue primer ministro de los Países Bajos entre el 4 de noviembre de 1982 y el 22 de agosto de 1994 y alto comisario de las Naciones Unidas para los Refugiados entre 2001 y 2005.
Políticamente conservador y demócrata cristiano, fue visto por muchos como influenciado en la acción política por Margaret Thatcher. Uno de sus eslóganes de campaña era meer markt, minder overheid (más mercado, menos gobierno). Fue también alto comisario de las Naciones Unidas para los refugiados, cargo del que dimitió en febrero de 2005 tras ser acusado de acoso sexual por la prensa.
Lubbers estudió Economía en la Rotterdam School of Economics obteniendo una Maestría en Economía y trabajó como director corporativo para la empresa manufacturera Hollandia en Róterdam desde abril de 1963 hasta mayo de 1973 y como ejecutivo de asociación comercial para la Christian Employers 'Association (NCW) desde enero. 1965 hasta mayo de 1973. Después de la elección de 1972, Lubbers fue nombrado ministro de Asuntos Económicos en el Gabinete, Den Uyl asumió el cargo el 11 de mayo de 1973. Lubbers fue elegido miembro de la Cámara de Representantes después de las elecciones de 1977, en funciones desde el 8 de junio de 1977 hasta el 8 de septiembre de 1977. Después de la formación del gabinete de 1977, se pidió a Lubbers que se convirtiera en ministro de Vivienda y Ordenación del Territorio en el nuevo gabinete, pero se negó y regresó como miembro de la Cámara de Representantes el 22 de diciembre de 1977, como presidente y portavoz para Asuntos Económicos. Tras la dimisión del líder parlamentario Willem Aantjes Lubbers fue seleccionado como su sucesor y asumió el cargo el 7 de noviembre de 1978.
Poco después de la elección de 1981, el primer ministro y líder en ejercicio, Dries van Agt anunció inesperadamente que renunciaría y Lubbers fue seleccionado anónimamente como su sucesor como líder y el próximo primer ministro de facto. Después de la formación del gabinete de 1982, Lubbers formó el Gabinete Lubbers I y fue elegido primer ministro de los Países Bajos asumiendo el cargo el 4 de noviembre de 1982. Para las elecciones de 1986, Lubbers se desempeñó como Lijsttrekker (principal candidato) y después de la formación de un gabinete formó el Gabinete Lubbers II y continuó como primer ministro por un segundo mandato. Para las elecciones de 1989, Lubbers volvió a desempeñarse como Lijsttrekker y, tras otra exitosa formación de gabinete, formó el Gabinete Lubbers III y continuó como primer ministro por un tercer mandato. En octubre de 1993, Lubbers anunció que dejaría el cargo de líder y que no se presentaría a las elecciones de 1994 ni cumpliría otro mandato como primer ministro. Dejó el cargo en la instalación del Gabinete Kok I el 22 de agosto de 1994.
Lubbers se retiró parcialmente de la política activa y se volvió activo en el sector público como director sin fines de lucro y sirvió en varias comisiones y consejos estatales en nombre del gobierno, también se desempeñó como profesor visitante distinguido de Relaciones Internacionales y Globalización en el Tilburg. Universidad y la Escuela de Gobierno John F. Kennedy de la Universidad de Harvard en Cambridge, Massachusetts, desde febrero de 1995 hasta diciembre de 2000. En noviembre de 2000, Lubbers fue nominado como el próximo Alto Comisionado de las Naciones Unidas para los Refugiados en funciones desde el 1 de enero de 2001 hasta el 20 de febrero de 2005. Después de su jubilación, Lubbers continuó siendo un sector público activo y trabajó como defensor, cabildero y activista en asuntos humanitarios, de conservación, ambientalismo, desarrollo sostenible y cambio climático.
Lubbers era conocido por sus habilidades como líder de equipo y constructor de consenso. Durante su mandato, sus gabinetes fueron responsables de importantes reformas a la Seguridad Social, estimulando la Privatización y el Desarrollo Sostenible, revitalizando la Economía luego de la recesión en la década de 1980 y reduciendo el déficit. A Lubbers se le concedió el título honorario de ministro de Estado el 31 de enero de 1995 y continuó comentando asuntos políticos como estadista hasta su muerte a la edad de 78 años. Tiene el récord de ser el primer ministro de los Países Bajos más joven y con más años de servicio con 11 años, 291 días y consistentemente tanto por los académicos como por el público como uno de los mejores primeros ministros después de la Segunda Guerra Mundial.

## Biografía

### Primeros años
Rudolphus Franciscus Marie Lubbers nació el 7 de mayo de 1939 en Róterdam en la provincia de Holanda Meridional. Estudió economía en la Universidad Erasmo de Róterdam y fue alumno del primer premio Nobel de Economía, Jan Tinbergen. Como sugiere el título de su tesis de 1962 - "La influencia de las diferentes tendencias de productividad en varios países en la cuenta corriente de la balanza de pagos" - su interés principal estaba en los asuntos monetarios. Originalmente planeó una carrera académica, pero las circunstancias familiares lo obligaron a unirse a la dirección de los talleres de construcción y los fabricantes de maquinaria de Lubbers, Hollandia B.V.

### Política
Desde el 11 de mayo de 1973 hasta el 19 de diciembre de 1977, Ruud Lubbers fue ministro de Asuntos Económicos en el gobierno de Den Uyl y miembro del Partido Popular Católico (KVP). Era un ministro eficaz, aunque a veces algo de mal genio. Eligió regresar al Parlamento tras la formación del gobierno de Van Agt en 1977, convirtiéndose en el líder parlamentario adjunto de la Apelación Demócrata Cristiana (CDA), la alianza entre el KVP y los otros dos principales partidos cristianos. Su carrera recibió un impulso inesperado cuando el líder de la facción parlamentaria del CDA, Willem Aantjes, tuvo que dimitir en 1978 debido a las acusaciones de que había servido en las SS germánicas durante la Segunda Guerra Mundial. Lubbers lo sucedió y de repente se encontró en una posición política poderosa.
En 1982, después de las elecciones generales ganadas por el primer ministro Dries van Agt, sucedió algo similar cuando Van Agt anunció repentinamente que no serviría para un tercer mandato. Lubbers asumió el cargo. Fue el primer ministro más joven de la historia holandesa; había cumplido 43 años sólo seis meses antes. Los principales aspectos de su tiempo en el cargo incluyeron importantes recortes en el gasto público, el lanzamiento de programas de desregulación y privatización de gran alcance, y una manifestación masiva en La Haya (1983) contra la instalación planeada en los Países Bajos de misiles de crucero estadounidenses con armas nucleares ( que fue cancelada después de todo debido a las conversaciones de reducción de armas entre los Estados Unidos y la Unión Soviética).
Después de dejar el cargo en 1994, Lubbers fue presentado como candidato a la jefatura de la OTAN, pero Estados Unidos vetó su nombramiento. Formó parte del consejo asesor del Foro Oficial de Instituciones Monetarias y Financieras (OMFIF), donde participó regularmente en reuniones sobre el sistema financiero y monetario.
Lubbers fue considerado por muchos durante su mandato como un heredero ideológico de Margaret Thatcher. Uno de los lemas de su campaña fue: "Meer markt, minder overheid" (más mercado, menos gobierno).

## Actividades ecológicas
En el seguimiento de la Cumbre de la Tierra de 1992, Lubbers se comprometió con la Iniciativa de la Carta de la Tierra en cooperación con Mijaíl Gorbachov y Maurice Strong. El documento de la Carta de la Tierra se presentó en el Palacio de la Paz en La Haya en junio de 2000. Lubbers fue un miembro activo de la Comisión internacional de la Carta de la Tierra y se acercó, especialmente a los jóvenes de los Países Bajos, con el mensaje de la Carta de la Tierra para un desarrollo sostenible y mundo pacífico.

## Académico
De 1995 a 2000, enseñó Estudios de Globalización en la Universidad de Tilburg en los Países Bajos y en la Escuela de Gobierno John F. Kennedy de la Universidad de Harvard en los Estados Unidos. También fue vicepresidente de la Comisión Mundial Independiente de los Océanos y presidente de Globus, el Instituto para la Globalización y el Desarrollo con sede en Tilburg.

## Alto Comisionado de las Naciones Unidas para los Refugiados
A finales del año 2000, Lubbers fue nombrado por el Secretario General de las Naciones Unidas, Kofi Annan, para suceder a Sadako Ogata como Alto Comisionado de las Naciones Unidas para los Refugiados (ACNUR).
Desde el 1 de enero de 2001, Lubbers dirigió el ACNUR, que estaba integrado por más de 5.000 empleados que trabajan en todo el mundo y que se ocupaba de aproximadamente 21 millones de refugiados y desplazados internos en más de 120 países de todo el mundo. Durante su mandato, el número de refugiados en todo el mundo disminuyó casi un 22%, de 21,8 millones en 2001 a cerca de 17,1 millones a principios de 2004.
Lubbers también favoreció una política de refugiados generosa para los Países Bajos y fue crítico con la Ley de Ciudadanos Extranjeros (Vreemdelingenwet). También estabilizó la situación financiera del ACNUR y aumentó considerablemente los medios financieros para albergar a los refugiados.
Donó anualmente unos $ 300,000 a la agencia para refugiados desde que asumió su cargo en 2001, cubriendo así su propio salario anual de $ 167,000 y gastos de viaje.